# Greig Laidlaw
Greig David Laidlaw (* 12. Oktober 1985 in Edinburgh) ist ein schottischer Rugby-Union-Spieler, der auf der Position des Gedrängehalbs eingesetzt wird. Er spielte für die schottische Nationalmannschaft und für die Top 14-Mannschaft ASM Clermont Auvergne. Derzeit spielt er beim japanischen Erstligisten Urayasu D-Rocks. Greig Laidlaw ist 1,76 m groß und wiegt 80 kg.

## Leben und Karriere
Der Neffe des legendären schottischen Gedrängehalb, Roy Laidlaw, begann seine Karriere bei Edinburgh Rugby im Sommer 2006. Nachdem er zunächst hinter dem schottischen Nationalspieler und Gedrängehalb Mike Blair zurückstehen musste und nur sehr limitiert zum Einsatz kam, konnte er sich schließlich behaupten und wurde im Jahr 2011 sogar Kapitän seines Teams, dass er auch in die Saison 2013/14 führte. Im Jahr 2014 wechselte Laidlaw zum englischen Rugbyverein Gloucester RFC und 2017 zum französischen Rugbyverein ASM Clermont Auvergne. Im Dezember 2019 beendete Laidlaw seine Karriere als Nationalspieler. Er erzielte in  76 Länderspielen 714 Punkte, was ihn zum zweitbesten Scorer in der Geschichte des schottischen Rugby-Union nach Chris Paterson macht. 2020 wechselte er zum japanischen Erstligisten NTT Shining Arcs, der inzwischen in Urayasu D-Rocks umbenannt wurde.